# Frank Black

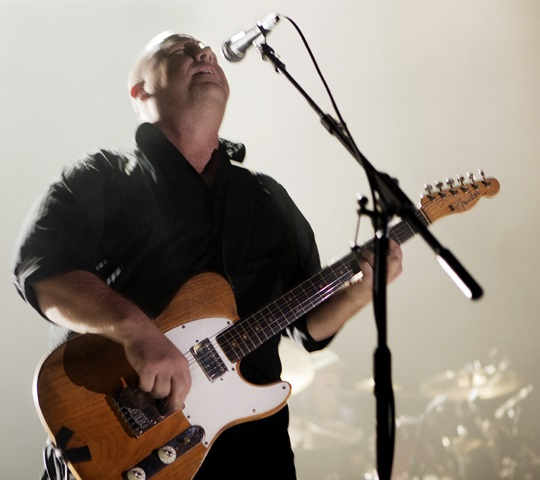
Frank Black, Oktober 2009

Frank Black (* 6. April 1965 in Boston, Massachusetts) (auch: Black Francis, bürgerlicher Name: Charles Thompson, voller Name: Charles Michael Kittridge Thompson IV) ist ein US-amerikanischer Musiker. Von 1986 bis 1993 war er Sänger und Gitarrist  der Alternative-Rock-Band Pixies, veröffentlichte dann eine Reihe erfolgreicher Soloalben und ist seit der Wiedervereinigung der Pixies im Jahr 2004 erneut deren Frontmann.   

## Leben
Frank Black wurde in Boston geboren und wuchs in Kalifornien auf. An der University of Massachusetts Amherst lernte er Joey Santiago kennen. Beide beschlossen, eine Band zu gründen. Auf ihre heute legendäre Annonce (gesucht war ein Bassist, der sowohl auf die Hardcore-Punk-Band Hüsker Dü als auch auf die Folk-Gruppe Peter, Paul and Mary stehen sollte) hin schlossen sich ihnen die Bassistin Kim Deal und der Drummer Dave Lovering an, und es entstanden die Pixies.
Nach vier Alben, die zwar von Kritikern gelobt wurden, aber nur mäßig erfolgreich waren, wurde die Band 1993 von Frank Black aufgelöst (als Hauptgrund werden vor allem die Differenzen zwischen ihm und Kim Deal genannt). Die Trennung gab Black zunächst ohne Kenntnis seiner Kollegen in einem BBC-Radiointerview bekannt und informierte die übrigen Bandmitglieder per Telefax. 2004 vereinigten sich die Pixies nach zwölf Jahren Pause wieder, eine Welttournee und Auftritte bei zahlreichen Festivals folgten. Weiterhin wurde eine DVD und eine Best-Of-Auswahl der Pixies veröffentlicht. Black veröffentlichte (ohne Band) 2004 die Doppel-CD Frankblackfrancis, die Demo- und Alternativversionen früher Pixies-Titel enthält.

## Soloprojekte

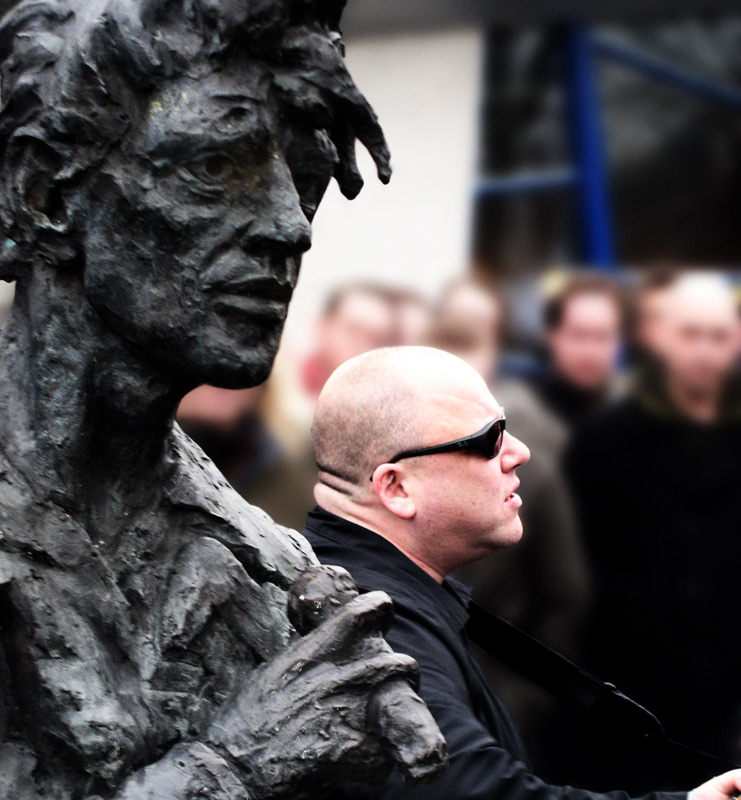
Frank Black neben einer Statue von Herman Brood in Zwolle, Februar 2008

Anstatt Alben nach dem Schema der Pixies herauszubringen, konzentrierte sich Black nach der Auflösung 1993 vornehmlich darauf, einen eigenen Stil zu entwickeln. Der vor allem von der Plattenfirma Sony erwartete Durchbruch zu einem Main Act blieb aus.
Die Wende zurück zur festen Band folgte nach The Cult of Ray. Die neue Formation mit dem Namen Frank Black & The Catholics, die in kleinen Clubs roots-orientierten und countrybeseelten Rock ’n’ Roll spielte, wurde als die „wahren Rolling Stones“ gefeiert. Die erste Veröffentlichung, Frank Black & The Catholics, war eigentlich eine Demoaufnahme, die live im Zweispurverfahren eingespielt, aber dennoch von Blacks neuem Label SpinArt Records in dieser Form veröffentlicht wurde. Das Aufnahmeverfahren wurde zum Markenzeichen, und alle Folgewerke der Band entstanden auf diese Art. 2012 erschien das erste Live-Album der Band, Live at Melkweg, das bereits am 24. März 2001 in Amsterdam aufgenommen worden war.
Frank Black gilt nicht als besonders öffentlichkeitswirksamer Rockstar, ist jedoch unter Musikern enorm angesehen. Kurt Cobain nannte Frank Black neben den Beatles als eines seiner größten musikalischen Vorbilder. Seit 2007 tritt Black wieder unter dem Künstlernamen aus seiner Zeit bei den Pixies, Black Francis, auf. Er veröffentlichte unter diesem Namen die Alben Bluefinger, Svn Fngrs und Nonstoperotik. Im Jahr 2008 gründete Frank Black zusammen mit seiner damaligen Frau Violet Clark die Rockband Grand Duchy und vertonte als Black Francis 2010 im Auftrag des San Francisco International Film Festivals den expressionistischen deutschen Stummfilm Der Golem neu.

## Zusammenarbeit mit anderen Künstlern
Im Jahre 1995 wirkte Frank Black als Gastsänger auf Mike Watts Album Ball-Hog or Tugboat mit und griff beim Song Chinese Firedrill zum Mikrofon. Im selben Jahr nahm er gemeinsam mit Reeves Gabrels (u. a. Tin Machine) den Titel 119 Years Ago für dessen Album The Sacred Squall of Now sowie 1999 den Titel Jewel für das Album Ulysses (Della Notte) auf.
Am 9. Januar 1997 trat Frank Black im Madison Square Garden in New York zusammen mit David Bowie, der dort seinen fünfzigsten Geburtstag feierte, auf. Black und Bowie spielten die Songs Fashion und Scary Monsters.
2003 trat Frank Black auf einem Placebo-Konzert in Paris auf – sie spielten zusammen Where Is My Mind? von den Pixies. Der Auftritt ist auf der Live-DVD Soulmates Never Die von Placebo zu sehen.
Seit 2007 betreibt Frank Black sein eigenes Plattenlabel The Bureau Records, auf dem er eigenes Material sowie die Musik anderer Künstler veröffentlicht.
2009 produzierte er das Album Art Brut Vs. Satan der britischen Band Art Brut. Auch deren 2011 erschienenes Album Brilliant! Tragic! wurde wieder von Frank Black produziert.

## Diskografie

### Alben
- 1993: Frank Black
- 1994: Teenager of the Year
- 1996: The Cult of Ray
- 1998: Frank Black & The Catholics (Frank Black & The Catholics)
- 1999: Pistolero (Frank Black & The Catholics)
- 2000: Oddballs (Compilation)
- 2001: Dog in the Sand (Frank Black & The Catholics)
- 2002: Black Letter Days (Frank Black & The Catholics)
- 2002: Devil’s Workshop (Frank Black & The Catholics)
- 2003: Show Me Your Tears (Frank Black & The Catholics)
- 2004: Frankblackfrancis (zusammen mit Two Pale Boys)
- 2005: Honeycomb
- 2006: Fast Man/Raider Man
- 2006: One More Road for the Hit (Frank Black & The Catholics, Compilation, nur als mp3)
- 2006: Snake Oil (Compilation, nur als mp3)
- 2006: Christmass (Live-CD und DVD)
- 2007: Live Session (nur auf Itunes)
- 2007: Frank Black 93 – 03 (Compilation)
- 2007: Bluefinger (als Black Francis)
- 2008: Svn Fngrs (als Black Francis)
- 2008: Live at the Hotel Utah Saloon (auf USB-Stick)
- 2010: NonStopErotik (als Black Francis)
- 2010: The Golem (DVD und CD, als Black Francis)
- 2010: AbbabubbA (als Black Francis)
- 2010: Live in Nijmegen (als Black Francis, auf USB-Stick)
- 2011: Paley & Francis (als Black Francis, zusammen mit Reid Paley)
- 2012: Live at Melkweg (als Frank Black & The Catholics)

### Singles
- 1993: Los Angeles (4AD Records)
- 1993: Hang on to Your Ego (4AD Records)
- 1993: Frank Black (Hello Recording Club)
- 1994: Headache (Badd)
- 1995: The Marsist / Better Things (Dragnet)
- 1995: Men in Black (American Recordings)
- 1996: I Don’t Want to Hurt You (Sony)
- 1998: All My Ghosts (Play It Again Sam)
- 1998: Dog Gone
- 1999: I Gotta Move (Cortex)
- 2000: Robert Onion (Cooking Vinyl)
- 2001: St. Francis Dam Disaster (Cooking Vinyl)
- 2003: Everything Is New (Cooking Vinyl)
- 2003: Nadine (Cooking Vinyl)
- 2007: Threshold Apprehension (Cooking Vinyl)